# Virrei Amat

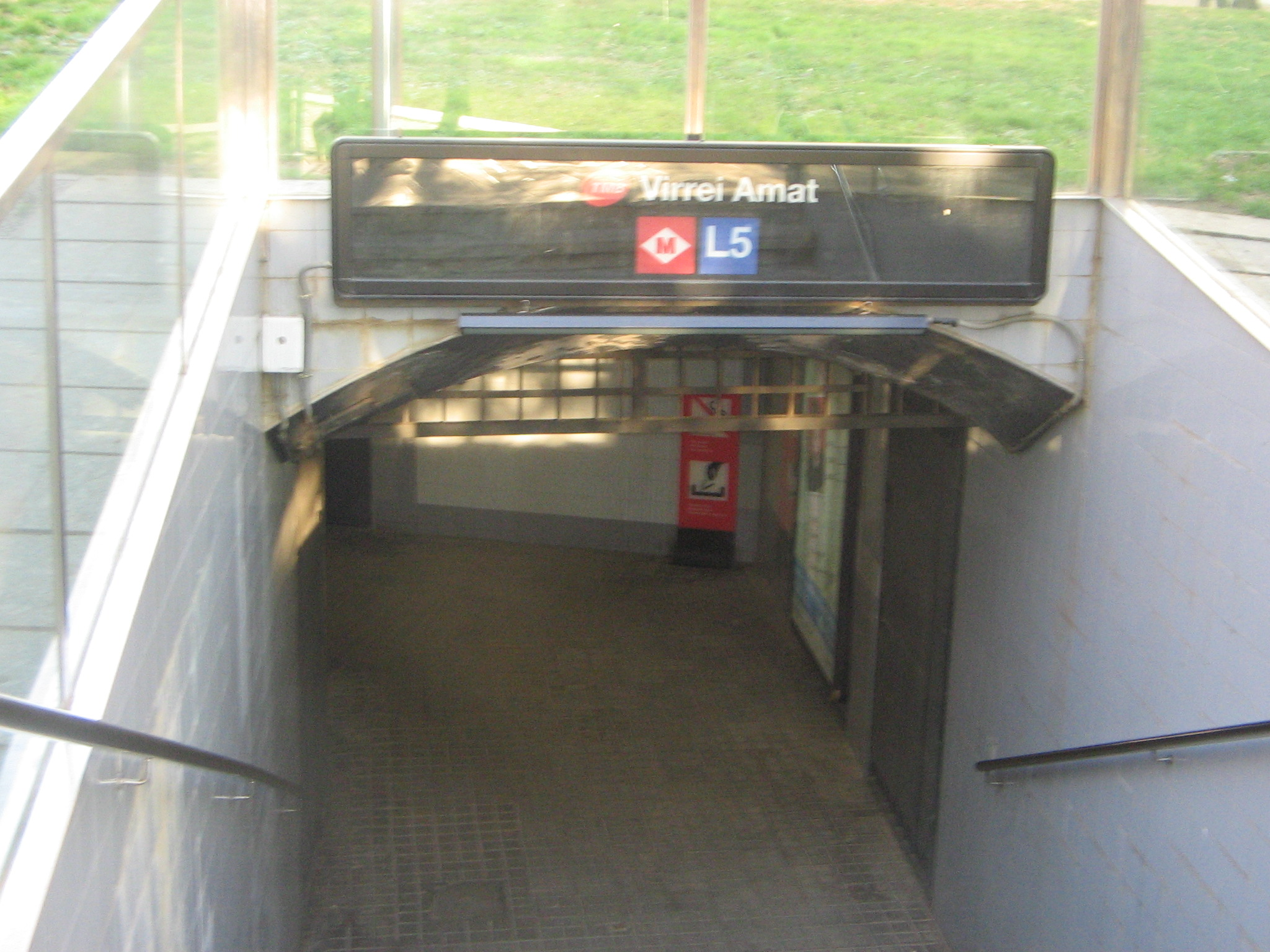
Jedno z zejść do stacji

Virrei Amat – stacja metra w Barcelonie, na linii 5. Stacja została otwarta w 1959 roku.